# Citronporing
Citronporing (Flaviporus citrinellus) är en svampart som först beskrevs av Niemelä & Ryvarden, och fick sitt nu gällande namn av Ginns 1984. Flaviporus citrinellus ingår i släktet Flaviporus och familjen Meruliaceae.   Inga underarter finns listade i Catalogue of Life.
I den svenska databasen Dyntaxa används istället namnet Antrodiella citrinella för samma taxon.  Arten är reproducerande i Sverige.